# Georg Leber

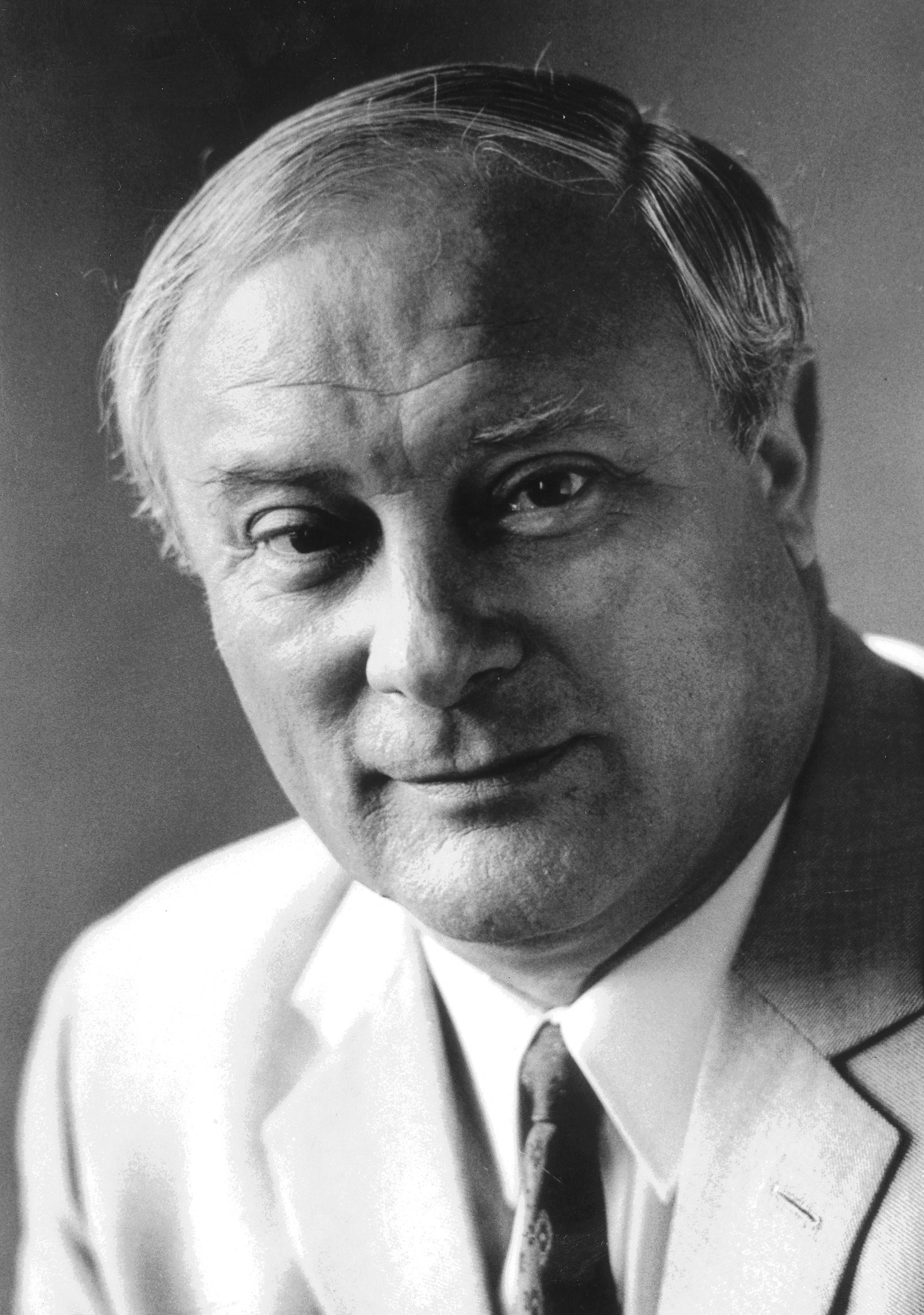
Leber als Bundesverteidigungsminister, 1974

Georg „Schorsch“ Leber (* 7. Oktober 1920 in Obertiefenbach in Hessen; † 21. August 2012 in Schönau am Königssee) war ein deutscher Gewerkschaftsführer und Politiker (SPD). Er war Bundesverkehrsminister (1966–1972), Bundespostminister (1969–1972), Bundesverteidigungsminister (1972–1978) und Bundestagsvizepräsident (1979–1983).

## Leben und Wirken

### Ausbildung und Beruf
Georg Leber wurde im Jahr 1920 als Sohn des Maurers Jakob Leber und der Hausfrau Elisabeth geb. Geis in der Steinbacher Straße Nr. 126 in der hessischen Gemeinde Obertiefenbach, die damals zum Oberlahnkreis gehörte, geboren und wuchs dort auf. Heute ist der Ort Teil der Gemeinde Beselich und gehört dem fusionierten Landkreis Limburg-Weilburg an.
Leber war katholisch und besuchte in den Jahren 1927 bis 1935 die Volksschule in Obertiefenbach. Er absolvierte eine kaufmännische Ausbildung und anschließend eine Maurerlehre. Im Zweiten Weltkrieg war er von 1939 bis 1945 Funker bei der Luftwaffe, zuletzt als Unteroffizier.

### Arbeitnehmervertretung
Nach 1945 arbeitete er im Baugewerbe und trat 1947 der IG Bau-Steine-Erden bei. Im Jahr 1949 wurde er hauptamtlicher Gewerkschaftssekretär der IG Bau-Steine-Erden in Limburg an der Lahn, drei Jahre später Redakteur der Gewerkschaftszeitung Der Grundstein. Im Juli 1952 wurde er in den Hauptvorstand dieser Baugewerkschaft berufen und war von 1955 bis 1957 Zweiter Vorsitzender sowie schließlich von Oktober 1957 bis 1966 deren Bundesvorsitzender. Zudem war er Mitglied des Bundesvorstands des Deutschen Gewerkschaftsbundes und des geschäftsführenden Vorstands des Internationalen Bundes der Bau- und Holzarbeiter sowie Präsident des gemeinsamen Ausschusses der Gewerkschaften in der Bau- und Holzwirtschaft in der Europäischen Wirtschaftsgemeinschaft.
Innerhalb des gewerkschaftlichen Spektrums war Leber Protagonist des rechten Flügels gegenüber dem „linken“ Otto Brenner von der IG Metall. Seine Gewerkschaft verzichtete früh auf Sozialisierungsforderungen, begründete mit den Arbeitgebern ein System von Sozialkassen und entwickelte das Projekt zur „Vermögensbildung in Arbeitnehmerhand“.
Er war 1984 Schlichter im Arbeitskampf der Metallindustrie um die 35-Stunden-Woche. Der nach ihm benannte Kompromiss sah eine flexible Reduzierung der wöchentlichen Arbeitszeit auf durchschnittlich 38,5 Stunden vor.

### Parteilaufbahn
Leber trat 1951 in die SPD ein. Innerhalb der Partei gehörte er zum rechten Flügel, den sogenannten Kanalarbeitern.
Er hatte die Einstellung des später als Spion enttarnten Günter Guillaume als Referent in der Abteilung Wirtschafts-, Finanz- und Sozialpolitik des Bundeskanzleramts gefördert.

### Abgeordnetentätigkeit
Leber war von 1957 bis 1983 Mitglied des Deutschen Bundestags, wo er zeitweise den Wahlkreis Frankfurt am Main I vertrat. Von 1961 bis 1966 war er Mitglied des SPD-Fraktionsvorstandes. Nach dem Tode von Hermann Schmitt-Vockenhausen wurde Leber am 12. September 1979 als dessen Nachfolger zum Bundestagsvizepräsidenten gewählt. Er behielt dieses Amt bis zu seinem Ausscheiden aus dem Parlament 1983. Vom 27. Februar 1958 bis zum 25. Februar 1959 war er zugleich Mitglied des Europäischen Parlaments.

### Öffentliche Ämter

#### Bundesverkehrsminister
Georg Leber übernahm am 1. Dezember 1966 im Kabinett Kiesinger das Amt des Bundesministers für Verkehr. In dieser Zeit entstand der umgangssprachlich nach ihm benannte „Leber-Plan“, der die Verlagerung des Transports von Massengütern von der Straße auf die Bahn vorsah. Dies traf auf zähen Widerstand von Abgeordneten der CDU/CSU und der FDP, sodass der Plan wegen der zahlreichen Ausnahmeregelungen faktisch nicht umgesetzt werden konnte. Durchsetzen konnte er sowohl eine Geschwindigkeitsbegrenzung auf 100 km/h für Straßen außerhalb der Ortsgebiete als auch eine Begrenzung des zulässigen Blutalkoholgehaltes auf 0,8 Promille für Kraftfahrer.
Im Jahr 1966 sagte Leber, dass „kein Deutscher […] mehr als 20 Kilometer von einer Autobahnauffahrt entfernt leben“ solle.
Weiterhin leitete er das Transrapid-Projekt in die Wege. 1999 war er an der Gründung des Siemens-/ThyssenKrupp-Gemeinschaftsunternehmens Transrapid International beteiligt.
Im EWG-Ministerrat setzte er sich für eine Beschränkung der Lenkzeiten auf 50 Stunden pro Woche und 9 Stunden am Tag ein. Gegen sein Vorhaben, den Lastwagenverkehr auf Autobahnen zu beschränken, regte sich ein weitreichender Widerstand. An Lastwagen wurde mit Plakaten gegen Leber und seine Verkehrspolitik Stimmung gemacht, seine eigene Partei brachte daraufhin Pro-Leber-Aufkleber heraus.
Das Amt als Bundesverkehrsminister behielt er auch nach Bildung der sozialliberalen Koalition unter Willy Brandt im Oktober 1969. Im Kabinett Brandts leitete er in Personalunion auch das Bundesministerium für das Post- und Fernmeldewesen. Am 7. Juli 1972 übergab er beide Ministerien an Lauritz Lauritzen und wurde Nachfolger von Helmut Schmidt als Bundesminister der Verteidigung.

#### Bundesverteidigungsminister

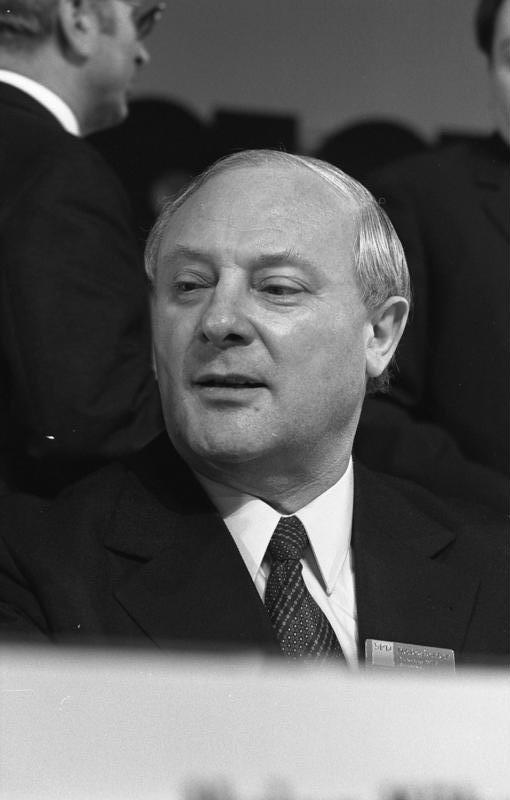
Georg Leber, 1973

Am 11. September 1972 stand Leber vor der schweren Entscheidung, den Befehl zum Abschuss eines unidentifizierten Flugzeugs zu geben, das sich München näherte. Hier fand im Olympiastadion gerade die Abschlussfeier der Olympischen Spiele statt, und wenige Tage zuvor hatte es einen Terroranschlag auf israelische Sportler gegeben. Leber wartete ab, was sich als richtig herausstellte, da es sich nicht um ein von Terroristen entführtes Flugzeug, sondern ein mit über 100 Passagieren besetztes, finnisches Verkehrsflugzeug handelte, dessen Transponder ausgefallen war.
Im Juli 1973 erteilte Leber, nach vorheriger entsprechender Beschlussfassung des Verteidigungsausschusses, den Befehl zur Aufstellung der Bundeswehrhochschulen in Hamburg und München, die ihren Lehrbetrieb im Oktober 1973 aufnahmen. Damit wurde erstmals ein wissenschaftliches Studium im Rahmen der Offiziersausbildung möglich und verpflichtend.

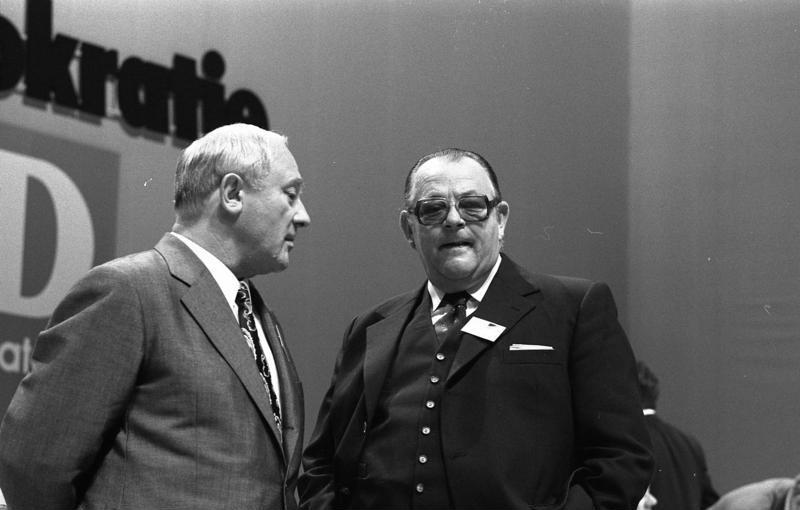
Georg Leber mit Hans-Jürgen Wischnewski, 1976

Am 29. November 1973 gab er in einer Regierungserklärung vor dem Deutschen Bundestag die neue Wehrstruktur der Bundeswehr bekannt. Im Rahmen der Umstrukturierung wurde unter anderem das Heer um drei Brigaden vergrößert. In Lebers Amtszeit wurden 1975 erstmals Frauen zu Sanitätsoffizieren ernannt. Im Oktober 1976 versetzte er die beiden Luftwaffengeneräle Karl-Heinz Franke und Walter Krupinski in den Ruhestand, weil sie entgegen ausdrücklicher Anweisung den rechtsextremen Piloten Hans-Ulrich Rudel zu einem Traditionstreffen eingeladen hatten und dies mit einem Vergleich der NS-Vergangenheit Rudels mit der KPD-Vergangenheit des Sozialdemokraten Herbert Wehner entschuldigt hatten. Ein Antrag der CDU/CSU-Bundestagsfraktion, diese Entscheidung Lebers zu missbilligen, wurde am 3. Februar 1977 von der SPD/FDP-Mehrheit im Deutschen Bundestag mit 243 zu 220 Stimmen abgelehnt.
Georg Leber trat gegen den Willen von Bundeskanzler Helmut Schmidt am 1. Februar 1978 zurück und übernahm damit die politische Verantwortung für den Lauschmitteleinsatz des Militärischen Abschirmdiensts, der ohne Lebers Wissen seine Sekretärin Hildegard Holz ab Juni 1974 in ihrer Wohnung abgehört hatte, weil sie der Spionage für das Ministerium für Staatssicherheit verdächtigt wurde. Dies stellte sich nachher jedoch als falsch heraus. Der Minister erfuhr Anfang 1978 von der illegalen Abhöraktion, teilte es aber dem Bundestag erst mit, nachdem am 25. Januar 1978 die Illustrierte Quick einen entsprechenden Artikel veröffentlicht hatte. Georg Leber verschwieg außerdem die illegale Abhörung der Partei Kommunistischer Bund Westdeutschland, von deren Illegalität er nach eigenen Angaben erst im Nachhinein erfahren hatte, weil er sie für rechtmäßig gehalten habe. Erst eine von ihm angeordnete juristische Untersuchung ergab das Gegenteil. Lebers Nachfolger als Verteidigungsminister war Hans Apel.
Leber galt als ein unter den Bundeswehrangehörigen sehr beliebter Verteidigungsminister und wurde von ihnen als Soldatenvater bezeichnet. Seine Amtszeit prägte ein starker Aufrüstungsschub der Bundeswehr; unter anderem wurde der Endausbau von 36 Brigaden des Feldheeres verwirklicht sowie für die Infanterie das Panzerabwehrlenkraketensystem MILAN in ausreichender Stückzahl eingeführt.

### Sonstiges Engagement
Im Jahr 1965 war Leber an der Gründung der Bank für Sparanlagen und Vermögensbildung maßgeblich beteiligt.
Von 1981 bis 1997 war Leber Vorsitzender des Vorstandes des Internationalen Bundes (anschließend Ehrenvorsitzender), eines freien Trägers der Jugend-, Sozial- und Bildungsarbeit.
In den Jahren 1990 bis 1993 gehörte Leber dem Beirat der gemeinnützigen Bertelsmann Stiftung an.

### Privates

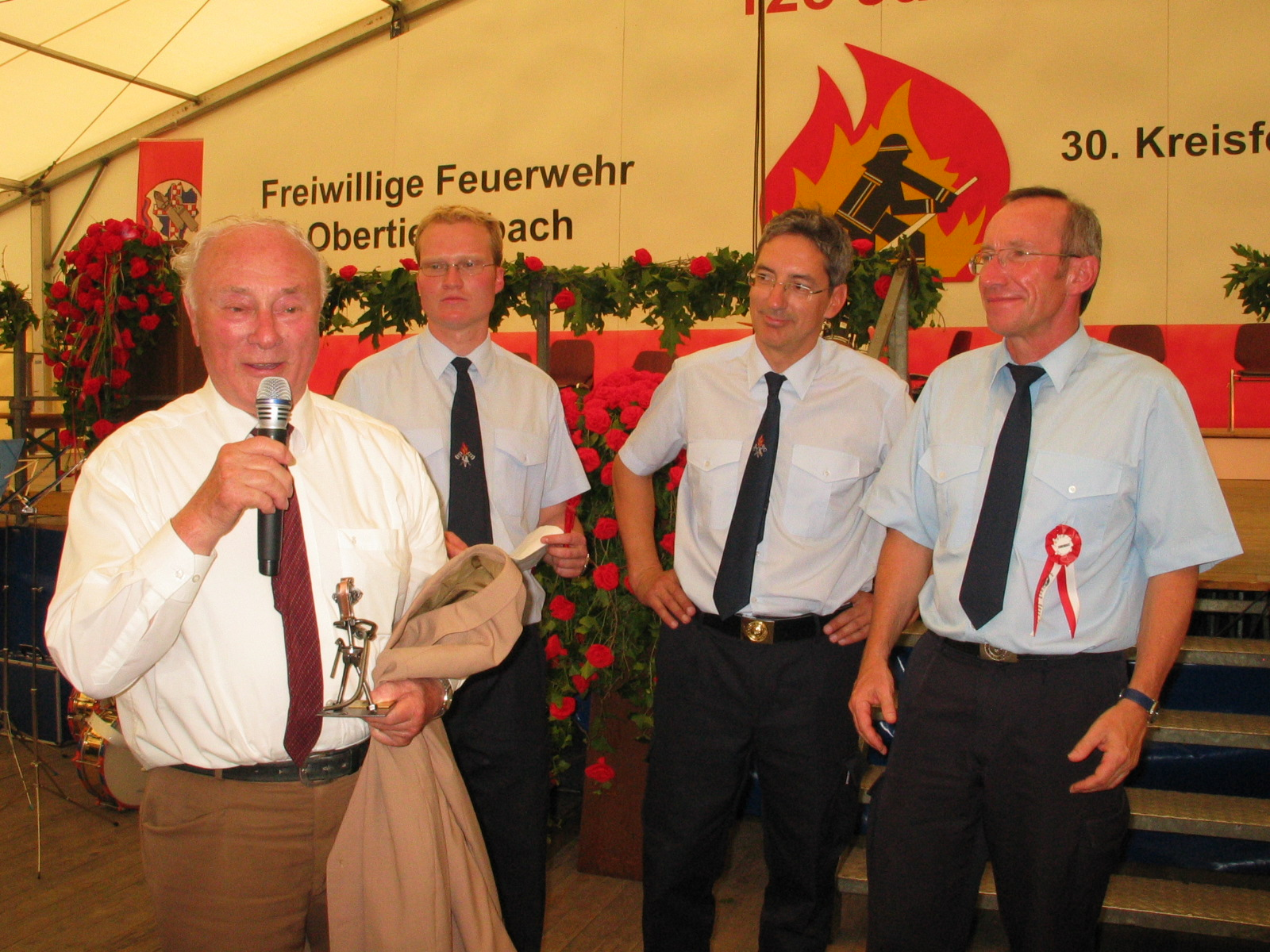
Georg Leber beim 125-jährigen Jubiläum der Freiwilligen Feuerwehr seines Heimatortes Beselich-Obertiefenbach im Juli 2005 mit Franz-Josef Sehr, Michael Mai, Christian Geis (von rechts.)

Leber war römisch-katholisch und gehörte von 1967 bis 1971 und von 1974 bis 1994 dem Zentralkomitee der deutschen Katholiken an.
Im Jahr 1943 heiratete Leber Erna-Maria Wilfing (gestorben 1984). Aus dieser Ehe stammt sein Sohn Manfred. Im Jahr 1985 heiratete er Katja Vojta. Er wohnte zuletzt in Schönau am Königssee im Berchtesgadener Land.
Seine letzte Ruhestätte fand Georg Leber auf dem Bergfriedhof in Schönau am Königssee.

## Auszeichnungen
- 1969: Ehrenbürger von Obertiefenbach
- 1969: Großes Verdienstkreuz mit Stern des Verdienstordens der Bundesrepublik Deutschland
- 1970: Ehrenbürger von Schwalbach am Taunus
- 1971: Ritter-Großkreuz der Orden van Oranien-Nassau der Niederlande
- 1972: Ehrenbürger der Stadt El Paso in Texas/USA[22]
- 1973: Großes Verdienstkreuz mit Stern und Schulterband des Verdienstordens der Bundesrepublik Deutschland[23]
- 1975: Großkreuz des Ordens der Dannebrog in Kopenhagen[22]
- 1975: Ehrenmitglied des Sängerchors Frohsinn Obertiefenbach
- 1975: Ehrenmedaille in Gold der Erzbruderschaft zur Schmerzhaften Muttergottes vom Campo Santo Teutonico in Rom[22]
- 1976: Großkreuz des Verdienstordens der Bundesrepublik Deutschland
- 1977: Wilhelm-Leuschner-Medaille
- 1978: Großkreuz des Christusordens
- 1980: Kommandeur der Französischen Ehrenlegion
- 1980: Ehrendoktor der Universität Tübingen
- 1981: Komturkreuz mit Stern des päpstlichen Gregoriusorden
- 1983: Ludger-Westrick-Preis
- 1984: Bayerischer Verdienstorden
- 1985: Theodor-Heuss-Preis
- 1987: Freiherr-vom-Stein-Plakette
- 1990: Hessischer Verdienstorden
- 1998: Waldemar-von-Knoeringen-Preis der Georg-von-Vollmar-Akademie

## Würdigung
Die Industriegewerkschaft Bau-Agrar-Umwelt verlieh am 17. Juni 2013 erstmals den Georg-Leber-Preis. Sie ehrt mit dem Preis im Namen von Georg Leber Menschen, die in herausragender Weise Zivilcourage gezeigt haben. Als erste Person wurde Wolfgang Thierse ausgezeichnet.
Die Gemeinde Beselich gab nach einstimmigem Beschluss der Gemeindevertretung am 23. Februar 2015 und nach Zustimmung des Kreisausschusses des Landkreises Limburg-Weilburg der Sporthalle Obertiefenbach am 12. Dezember 2015 den Namen „Georg-Leber-Halle“ und würdigte damit die Verdienste ihres verstorbenen Ehrenbürgers.
Das Seminar- und Tageszentrum des Internationalen Bundes (IB) in Eppenhain, ein Stadtteil von Kelkheim (Taunus), trägt den Namen „Georg-Leber-Haus“.
Zum 60. Jubiläum der Sportschule der Bundeswehr in Warendorf am 6. Juli 2017 wurde die Liegenschaft, deren Grundstein er seinerzeit als Verteidigungsminister gelegt hatte, in Georg-Leber-Kaserne benannt.

## Veröffentlichungen
- Vermögensbildung in Arbeitnehmerhand – Ein Programm und sein Echo. Dokumentation in 4 Bänden, Europäische Verlagsanstalt, Frankfurt am Main 1964.
- Programm zur Gesundung des deutschen Verkehrswesens. Presse- und Informationsamt der Bundesregierung, Bonn 1967.
- Vom Frieden. Seewald Verlag, Stuttgart 1979, ISBN 3-512-00571-3.

## Zitate
„Lassen Sie uns im Wissen um unsere Mitverantwortung für unsere Landsleute mit Klarheit und geduldiger Beharrlichkeit, nicht klagend und nicht gebückt, mit erhobenem Haupte in Frieden mit unseren Nachbarn darauf vertrauen, daß eines Tages auch für uns Deutsche aus neuer Freiheit Einheit wachsen werde.“

„Lernt, was ihr für Euer Leben nötig habt! Geht nicht gebückt und gebeugt, geht aufrecht wie Freie! Geht mit erhobenem Kopf, aber erhebt euch nie über andere! Geht mit wachem Verstand und mit heißem Herzen! Geht fröhlicher als die Alten durch ihr Leben gehen konnten, weil ihr freier seid, als alle, die vor euch auf unserem Boden gelebt haben, es jemals waren!“